# Wendlandia angustifolia
Wendlandia angustifolia ist eine seltene Pflanzenart aus der Familie der Rötegewächse (Rubiaceae). Sie ist in den indischen Westghats und bei Tirunelveli endemisch.

## Merkmale
Wendlandia angustifolia ist ein kleiner, glatter Baum, der eine Höhe von 4 m erreicht. Die Zweige sind ziemlich dünn. Die dreiteiligen Laubblätter standen quirlständig zusammen. Sie sind 7,6 cm bis 10,2 cm lang und zwischen 0,9 cm und 1,7 cm breit. Der Blattrand ist schmal linear-lanzettlich. Die Blattspitze ist spitz und die Blattbasis verengt sich in einen kurzen Blattstiel. Die Blätter sind ledrig und nicht glänzend. Die Mittelrippe ist kräftig. Es gibt acht Paare von sehr dünnen Blattadern. Die dreieck-eiförmigen Nebenblätter sind spitz und fallen nicht ab. Die dünnen, pyramidenförmigen, Blütenrispen sind an der Unterseite belaubt. Die Blütenkelchzähne sind pfriemförmig. Die Kronröhre ist 4,6 mm lang. Die Kronzipfel sind fast kreisrund. Die Staubblätter raen kurz heraus. Die kurzen, keulenförmigen Narben sind  ganzrandig oder zweiteilig.

## Lebensraum
Wendlandia angustifolia wächst in Wäldern in tieferen Lagen, insbesondere an Flussufern.

## Status
Wendlandia angustifolia war lange Zeit nur vom Typusmaterial bekannt, das Richard Henry Beddome im 19. Jahrhundert in Courtallam in den Westghats und bei Tirunelveli gesammelt hatte. 1998 wurde sie von der IUCN für ausgestorben erklärt. Im selben Jahr wurde die Art im Tirunelveli Distrikt in Tamil Nadu wiederentdeckt. Basierend auf aktuellen Feldstudien und Populationsabschätzungen innerhalb des Kalakad Mundanthurai Tiger Reserve wird das Verbreitungsgebiet (EOO) von Wendlandia angustifolia auf 143 km² und das effektiv bewachsene Gebiet (AOO) auf 60 km² geschätzt. Die Anzahl der ausgewachsenen Individuen wird auf 293 geschätzt und keine Subpopulation umfasst mehr als 250 ausgewachsene Individuen. Aufgrund der Veränderungen des Flusslebensraums, der durch die Nutzung der Wasserkraft zurückzuführen ist, geht die IUCN von einem fortdauernden Rückgang aus und klassifiziert die Art als stark gefährdet.